# Balnabruich
Balnabruich (Schots-Gaelisch: Baile na Bruthaich) is een dorp in het oosten van de Schotse lieutenancy Caithness in het raadsgebied Highland in de buurt van Dunbeath.